# Michael Wisniowiecki af Polen
Michael Korybut Wisniowiecki (polsk: Michał Korybut Wiśniowiecki; litauisk: Mykolas Kaributas Višnioveckis; født 31. juli 1640, død 10. november 1673) var konge af den polsk-litauiske realunion, valgt 19. juni, kronet 19. september 1669 og regerede til sin død i 1673.
Han havde ikke meget succes som konge, blandt andet tabte han en krig mod det Osmanniske Rige.